# Bieńki-Karkuty
Bieńki-Karkuty – wieś sołecka w Polsce położona w województwie mazowieckim, w powiecie ciechanowskim, w gminie Sońsk.
| SIMC    | Nazwa            | Rodzaj    |
| ------- | ---------------- | --------- |
| 0126043 | Bieńki-Skrzekoty | część wsi |

W latach 1975–1998 miejscowość administracyjnie należała do województwa ciechanowskiego.
Bieńki Karkuty to niewielka wieś oddalona o około 8 km od Ciechanowa. W większości miejscowość jest zamieszkiwana przez rolników.

## Legenda
Legenda głosi, że w XV w. rycerz Bieniek otrzymał od Króla Władysława Jagiełły część ziem za odwagę i udział w bitwie pod Grunwaldem. Nazwa tych terenów pochodzi od imienia dzielnego rycerza Bieńka. Bieniek podzielił owe ziemie na kilka rejonów, którym ponadawał przydomki, z których słynęły dane tereny.
Bieńki Karkuty powstały w miejscu wykarczowanego lasu. Kolejny region nazwano Bieńki Skrzekoty, ponieważ na tym terenie znajdowało się wiele bagien i innych zbiorników wodnych, co łączy się z występowaniem dużej ilości gadów, płazów i wieczornym rechotem żab.
Kolejny obszar uzyskał nazwę Bieńki-Śmietanki, których ludność trudniła się hodowlą bydła i produkcją mleka. Ostatni już teren to Bieńki Bucice, które tak samo jak i Bieńki Skrzekoty cechowały się podmokłymi terenami. Tej nazwy już się nie używa, teren ten jest przyłączony do Bieniek Śmietanek niewielkiej miejscowości, położonej w pobliżu Ciechanowa, o niewielkiej liczbie mieszkańców. Do dziś w Bieńkach mieszkają ludzie o nazwisku Bieńkowscy. Kto wie, może są to krewni legendarnego założyciela Bieniek.
Bieńki Karkuty graniczą z miejscowościami: Bieńki-Śmietanki, Strusin, Damięty-Narwoty, Gołotczyzna, Drążewo, Mieszki Wielkie.